# Скрыль, Василий Калинович
Василий Калинович Скрыль (12 июня 1937, станица Кореновская, Кореновский район, Азово-Черноморский край) — комбайнёр совхоза «Заря» Целиноградского района Целиноградской области, Казахская ССР. Герой Социалистического Труда (1966).

## Биография
Родился в 1937 году в крестьянской семье в станице Кореновская (сегодня — город Кореновск). В раннем детстве осиротел, воспитывался в детском доме. После окончания школы механизации отправился по комсомольской путёвке на освоение целины в Казахскую ССР. Трудился в Базайгирской МТС Шортадинского района. После реорганизации этой МТС трудился с 1957 года комбайнёром в колхозе «Заря» Целиноградского района.
Ежегодно показывал высокие трудовые результаты. В 1963—1965 годах убрал за сезон зерновые с площади 1300 гектаров, перевыполнив план в 2,5 раза. Указом Президиума Верховного Совета СССР от 23 июня 1966 года удостоен звания Героя Социалистического Труда за «успехи, достигнутые в увеличении производства и заготовок пшеницы, ржи, гречихи, риса, других зерновых и кормовых культур и высокопроизводительном использовании техники» с вручением ордена Ленина и золотой медали «Серп и Молот» (№ 12146).
После выхода на пенсию проживал в Белгородской области.
Награды
- Герой Социалистического Труда
- Орден Ленина
- Медаль «За трудовую доблесть» — дважды (28.06.1960; 24.12.1976)